# Trachylepis spilogaster
Espèce
Synonymes
- Euprepes striatus var. spilogaster Peters, 1882
- Mabuya spilogaster (Peters, 1882)

Trachylepis spilogaster est une espèce de sauriens de la famille des Scincidae.

## Répartition
Cette espèce se rencontre en Namibie, en Afrique du Sud, dans l'ouest du Botswana et dans le sud de l'Angola.

## Publication originale
- Peters, 1882 : Naturwissenschaftliche Reise nach Mossambique auf Befehl seiner Majestät des Königs Friedrich Wilhelm IV. in den Jahren 1842 bis 1848 ausgeführt von Wilhelm C. Peters. Zoologie III. Amphibien, Berlin (Reimer), p. 1-191 (texte intégral).